# Cristóbal Na
Cristóbal Na (? - 1623) fue el nombre de un cacique maya de Tipú o Tepú, jurisdicción maya que en el siglo XVII constituía el límite sur de las posesiones españolas ya conquistadas en la península de Yucatán. 
Cristóbal Na había sido evangelizado y actuaba como intérprete y mensajero de los religiosos españoles franciscanos que entonces pretendían continuar el proceso de conquista por la vía pacífica, de los territorios del sur de la península, incluyendo la zona del Petén, hasta Tayasal (hoy Guatemala), en donde se habían refugiado y permanecían sin ser sometidos los mayas pertenecientes al pueblo de los Itzá.

## Historia
El arqueólogo Grant Jones sostiene que Tipú era la capital de una jurisdicción (kuchkabal) denominada Dzuluinikob.
De Tipú, dice Diego López de Cogolludo que era el último poblado de la provincia de Bakhalal (Bacalar) y que estaba sujeto a los beneficios de Salamanca de Bacalar. Este pueblo tenía 100 habitantes al principio del siglo XVII y su Halach Uinik. Este último era, sigue diciendo López de Cogolludo:

"muy afecto a los religiosos y buen cristiano...en otra entrada que después se intentó hacer, ayudando para reducir a los indios de Tayasal, perdió la vida, como se dice en su lugar".

Cristóbal Na en efecto, ayudó a los misioneros franciscanos Juan de Orbita y Bartolomé de Fuensalida, cuando estos se propusieron recorrer los territorios  y conquistar pacíficamente a los indígenas del Petén-Itzá. El 15 de agosto de 1618 acompañó a los religiosos junto con un grupo de indígenas afines en un primer intento para llegar a la tierra de los Itzá, entonces gobernados por un Halach Uinik de nombre Canek. A pesar de la ayuda de los nativos, los franciscanos fracasaron en este intento para llegar porque se encontraron barreras naturales que no pudieron franquear ya que no iban suficientemente preparados.
Regresaron a Tipú y con la ayuda de carpinteros del lugar, construyeron las canoas que se requerían para cruzar ríos y lagunas que había en el camino. El 28 de septiembre de ese mismo año, volvieron a intentar y esta vez lograron llegar al lugar de los itzaes después de una larga travesía. El intento de conquista pacífica, sin embargo, fracasó. Dice la historia que volverían una vez más en 1619 y que nuevamente fracasaron en el propósito de convencer a los de Tayasal.
En 1623 otro fraile, Diego Delgado, llegó al pueblo de Tipú y pidió a Na que solicitara licencia a Canek para pasar a sus territorios del Petén para sostener conversaciones con él. Este cumplió con su cometido y después de informar a Canek que eran pocos los españoles que venían, regresó con la autorización para la visita. Se preparó entonces una comitiva encabezada por Diego Delgado y un grupo de europeos que le acompañaban, Cristóbal Na y algunos indígenas de Tipú. Al llegar a Tayasal el grupo, le fueron enviadas canoas para atravesar la laguna y llegar a la isla. Una vez ahí fueron atacados y matados tanto los indígenas de Tipú con su cacique Cristóbal Na, como el fraile español y los compatriotas que lo acompañaban.
Tras narrar la muerte de estas personas, López de Cogolludo escribe respecto a Na:

"...el buen cacique de Tepú perdió la vida en esta ocasión en demanda de la conversión de aquellos infieles, siendo la tercera vez que acompañaba a religiosos se puede entender le habrá premiado nuestro Señor con la gloria."